# 李諶
李谌（771年—798年12月3日），唐朝皇子，是唐德宗李适的第三子，生母不详。
大历十四年（779年），李谌被父亲唐德宗封为通王，拜开府仪同三司。贞元九年（793年）十月，李谌领宣武军节度大使、汴宋等州观察支度营田等使，以宣武都知兵马使李万荣为留后，通王不出阁。贞元十一年（795年），河东帅李自良去世，唐德宗以李谌为河东节度大使，以行军司马李说知府事、留后，通王亦不出阁。贞元十四年（798年）十月廿一，李谌去世。有一子，山陽郡王李緘。

## 延伸阅读
[在维基数据编辑]
 《舊唐書/卷150》，出自刘昫《舊唐書》